# Grensvlakspanning (elektrisch)
Grensvlakspanning is het elektrische potentiaalverschil tussen twee metalen voorwerpen als zij direct met elkaar in contact staan. 
Het verschijnsel grensvlakspanning treedt op als de elektronegativiteit van de twee metalen niet gelijk is (en dat is eigenlijk altijd zo). De elektronen die vrij door het metaal kunnen bewegen zullen naar het meest elektro-negatieve metaal toegaan. Dit metaal wordt daardoor negatief geladen, het andere metaal positief.